# Cmentarz żydowski w Niebylcu
Cmentarz żydowski w Niebylcu – powstał prawdopodobnie w drugiej połowie XVIII wieku lub na początku XIX wieku dla kahału w Niebylcu. Cmentarz znajdował się niecały kilometr na północ od centrum miasteczka i synagogi. Do II wojny światowej kirkut otoczony był murem, znajdował się na nim również dom przedpogrzebowy. W czasie wojny cmentarz został całkowicie zniszczony, a macew używano m.in. do budowy dróg.
Obecnie teren cmentarza porasta las. Zachowały się jedynie dwie zniszczone macewy. Granice cmentarza są zatarte, rozpoznać można jedynie niewielki rów otaczający dawny kirkut.